# مبنای نموداری

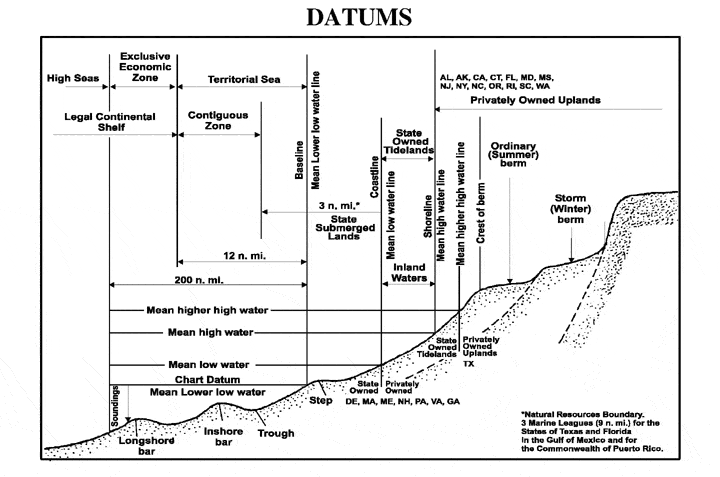
کاربرد غیرنظامی و دریایی ایالات متحده از داده‌های کشندی (جزر و مدی)

مبنای نموداری (به انگلیسی: Chart datum) سطح آب است که به عنوان مبدأ اعماق نمایش داده شده در نمودار گره دریایی عمل می‌کند. مبنای نموداری عموماً از برخی فازهای جزر و مدی مشتق می‌شود که در این صورت به عنوان مبنای جزر و مدی نیز شناخته می‌شود. مبنای نموداری معمولی کمترین کشند نجومی (LAT) و میانگین کمتر کم‌آب (MLLW) هستند. در مناطق غیر جزر و مدی، به عنوان مثال دریای بالتیک، از سطح دریای آزاد (MSL) استفاده می‌شود. مبنای نموداری نوعی از مبنای عمودی است و نباید با مبنای افقی نموداری اشتباه گرفته شود.